# Acanthascus heteraster
Acanthascus heteraster är en svampdjursart som beskrevs av Okada 1932. Acanthascus heteraster ingår i släktet Acanthascus och familjen Rossellidae. Inga underarter finns listade i Catalogue of Life.